# ダグ・オットー・ラウリッツェン
ダグ・オットー・ラウリッツェン（Dag Otto Lauritzen、1956年9月12日 - ）は、ノルウェー、グリムスタ出身の元自転車競技（ロードレース）選手。

## 来歴
1983年
- ノルウェー選手権 チームタイムトライアル 優勝
- ロセリッテト・DNV・GP 総合優勝

1984年
- ロサンゼルスオリンピック
  -  個人ロードレース 3位
- ノルウェー選手権 個人ロードレース 優勝
- ロス五輪終了後、プジョーと契約を結んでプロ転向

1985年
- GP・ド・ペメナード 優勝

1987年
- ツール・ド・フランス 区間1勝(第14)
- ルント・ウム・デン・ヘニンガー＝トゥルム 優勝
- レッドランズ・バイシクル・クラシック 総合優勝

1989年
- ツール・ド・トランプ 総合優勝
- ツアー・デュポン 総合優勝
- ロンド・ファン・フラーンデレン 3位

1990年
- ノルウェー選手権 個人タイムトライアル 優勝

1992年
- ノルウェー一周 総合優勝

1993年
- ブエルタ・ア・エスパーニャ 区間1勝(第15)

1994年、引退。